# San Felipe Jatate
San Felipe Jatate är en ort i Mexiko.   Den ligger i kommunen Maravilla Tenejapa och delstaten Chiapas, i den sydöstra delen av landet, 900 km öster om huvudstaden Mexico City. San Felipe Jatate ligger 200 meter över havet och antalet invånare är 285.
Terrängen runt San Felipe Jatate är kuperad. Runt San Felipe Jatate är det ganska glesbefolkat, med 30 invånare per kvadratkilometer. Närmaste större samhälle är Santo Domingo de las Palmas, 12,1 km sydväst om San Felipe Jatate. I omgivningarna runt San Felipe Jatate växer i huvudsak städsegrön lövskog.